# Beaver Harris
William Godvin 'Beaver' Harris (Pittsburgh, 20 april 1936 – New York, 22 december 1991) was een Amerikaanse jazzdrummer.

## Biografie
Harris speelde op jeugdige leeftijd klarinet en altsaxofoon. Hij was actief als honkbalspeler in de professionele competities (met deze bezigheid ontstond ook zijn bijnaam). Tijdens zijn militaire diensttijd koos hij voor het drummen. Vervolgens verhuisde hij in 1963 naar New York, waar Max Roach hem aanraadde om een carrière als muzikant na te streven. Hij werkte daarop samen met Sonny Rollins, Thelonious Monk, Joe Henderson en Freddie Hubbard. In 1966 speelde hij met Archie Shepp, met wie hij ook een Europese tournee ondernam en in 1968 het album The Way Ahead opnam bij Impulse! Records. Hij trad op met Albert Ayler en werkte daarna met Sonny Stitt, Dexter Gordon en Clark Terry. Eind jaren 1960 formeerde hij samen met Graham Monchur III het samenwerkende freejazz-ensemble 360 Degree Experience. Tijdens deze periode nam hij op met Steve Lacy, Larry Coryell en het Jazz Composer's Orchestra. Harris voerde ook theatermuziek op. Hij was betrokken bij Slave Ship (1970) van Shepp en LeRoi Jones en bij Lady Day: A Musical Tragedy van Aishah Rahman. In 1973 was hij op een Japanse tournee met Gato Barbieri, Lee Konitz en Shepp.

## Overlijden
Beaver Harris overleed in december 1991 aan prostaatkanker op 55-jarige leeftijd.

## Discografie
- 1979: Beaver Harris: Negcaumongus - met Don Pullen, Hamiet Bluiett, Ricky Ford, Francis Haynes, Ken McIntyre, Cameron Brown
- 1980: Beaver Harris: 360° Experience - A Well-Kept Secret - met Don Pullen, Bill Warnick, Greg Williams, Willie Ruff, Candido Camero, Sharon Freeman, Hamiet Bluiett, Ricky Ford, Buster Williams, Francis Haynes
- 1986: Gijs Hendriks - Beaver Harris Quartet Sound Compound (yvp music, met Charles Loos, Bert van Erk)

- Bibliothèque nationale de France: cb13894980r (data)
- CiNii: DA16700453
- Gemeinsame Normdatei: 134398335
- International Standard Name Identifier: 0000 0000 7143 4894
- Library of Congress Control Number: n84104203
- MusicBrainz: d833ca14-1104-44b6-a90a-3b7d6ea5b139
- Nationale Bibliotheek van Israël: 987007337139505171
- Nederlandse Thesaurus van Auteursnamen: 097897655
- SNAC: w67n487h
- Virtual International Authority File: 51875424
- WorldCat: E39PBJjxyq7gqRVkmGHkvRptrq